# Язгулемський хребет
Язгуле́мський хребе́т  (тадж. қаторкӯҳи Язғулом, qatorkŭhi Yazghulom)  — гірський хребет в Таджикистані. Відноситься до Ванчського гірничорудного району гірської системи Паміру.
Простягається із північного сходу на південний захід, між долинами річок Бартанг й Кокуйбель на південному сході та Язгулем на північному заході. На північному сході з'єднується з хребтом Північний Танимас. Найвища точка — пік Істіклол (6940 м). Вкритий льодовиками.